# Рыбин, Алексей Викторович
Алексе́й Ви́кторович Ры́бин (псевдоним — «Ры́ба»; род. 21 декабря 1960, Ленинград) — советский и российский музыкант, основатель рок-группы «Кино» и участник её первого состава; продюсер, издатель, журналист, ведущий на петербургском «Радио Рокс», публицист, киносценарист, писатель-романист.

## Биография
Алексей Рыбин родился в 1960 году в Ленинграде. Увлёкся рок-музыкой, учась в школе. В 1976 году в качестве гитариста и вокалиста вошёл в состав группы «Пилигримы», исполнявшей хард-рок. После окончания школы поступил в Ленинградский ВТУЗ, где проучился более двух лет. В 1978 году, ещё будучи студентом, познакомился с Андреем Пановым, в скором будущем — лидером панк-группы «Автоматические удовлетворители», вместе с которым впоследствии несколько раз в качестве гитариста выступал на подпольных концертах.

### Работа с Виктором Цоем в группе «Кино»
В 1980 году у Панова Рыбин познакомился и подружился с Виктором Цоем, вместе с которым летом 1981 года основал группу «Гарин и гиперболоиды» (её третьим участником был Олег Валинский), впоследствии переименованную в «Кино». В составе «Кино» Рыбин выступал в качестве гитариста, а также в течение некоторого времени исполнял обязанности директора группы. Цой и Рыбин вступили в Ленинградский рок-клуб и записали первый альбом «Кино», называвшийся «45».
Осенью 1982 года Цоем и Рыбиным записывались песни в студии Малого драматического театра вместе с барабанщиком Валерием Кириловым и звукорежиссёром Андреем Кусковым. Цою в итоге не понравился звук барабанов и сессия оказалась заброшенной. В 1992 году на основании этих записей будет издан сборник «Неизвестные песни» (изданный как сольник Цоя). Алексей записал гитарные партии треков 6–15. В 1983 году он покинул группу в результате личного конфликта с Цоем.
20 июня 1992 Алексей и группа «Атас» впервые исполнили песню «Дети минут» на стихи Цоя на концерте, посвящённом его памяти. Это исполнение распространения не получило[2].
В 2002 году на трибьют-концерте группе «Кино», — «День рождения Виктора Цоя», — Алексей исполнил две песни с альбома «45» — «Электричка» и «Восьмиклассница».

### Последующая деятельность
В 1983 году Рыбин перебрался в Москву, где в течение года работал вместе с известным музыкантом Сергеем Рыженко. Вернувшись в Ленинград, поступил в институт культуры, увлекался пантомимой, выступал в театре «РазДваТри» в качестве артиста оригинального жанра. Отучившись четыре курса, бросил институт и уехал в США.
В 1991 году Алексей Рыбин возвращается в Россию и далее занимается литературной, продюсерской, издательской деятельностью, журналистикой и музыкой, работает ведущим на петербургском «Радио Рокс». Рыбин — автор многочисленных публикаций о рок-музыкантах, двух киносценариев и более чем десятка остросюжетных романов.
Сразу после возвращения Рыбин организовал группу «Оазис Ю», с которой записал альбомы «Воспитание детей красотой подводной жизни» (1991) и «Спорт обречён» (1994).
В 1992 году вышла в свет его первая книга — «„Кино“ с самого начала» — художественное изложение ранней истории группы «Кино» и рассказ о ленинградском андеграунде первой половины 1980-х. В книге Рыбин описывает группу во времена своего в ней участия, то есть в 1981—1983 гг. Причиной своего ухода из группы и «совершенно дикого разрыва» с Цоем Рыбин называет то, что Цой собрался записывать свой новый альбом с уже добившейся популярности группой «Аквариум», а недавно набранных «своих» музыкантов Максима Колосова и Юрия Каспаряна считал неподготовленными.
В 1996 году Рыбин создал электронный дуэт «No More Fucking Jass», в составе которого записал альбом «Асфальт» (1998). В 1998 году выступил в качестве продюсера альбома песен Майка Науменко «Парк МАЙКского периода». В 2001 году дополнил и переработал свою книгу о «Кино», переиздав её под названием «„Кино“ с самого начала и до самого конца».

В 2017 году выступил в качестве кинорежиссёра, сняв полнометражный художественный фильм «Скоро всё кончится». На 2-м Уральском кинофестивале российского кино в Екатеринбурге картина была отмечена специальным призом «Российской газеты» и её онлайн-фестиваля «Дубль дв@» «За успешный опыт художественного анализа актуальных социальных проблем».
В 2019 году Алексей Рыбин, используя изначальное название «Кино», собрал коллектив «Гарин и гиперболоиды». Основу репертуара новой команды составляют кавер-версии песен Виктора Цоя и Майка Науменко, причём Рыбин использует лишь те песни «Кино» к которым имеет историческое отношение. В 2021 году «Гарин и гиперболоиды» Алексея Рыбина выпустили дебютный альбом «Экстрада», в который вошло 5 кавер-версии песен «Кино» — «Бездельник», «Битник», «Генерал», «Мне не нравится город Москва» и «Просто хочешь ты знать».

## Дискография

### Сольные альбомы
- 1979 — «Чёрное зеркало» (магнитоальбом)

### В составе группы «Кино»
- 1982 — «45».
- 1992 — «Неизвестные песни» (издан как сборник сольных песен Виктора Цоя). Алексей записал гитарные партии треков 6-15.
- 1992 — «Дети минут». Песня на стихи Цоя, Рыбин и группа «Атас» — первые исполнители.
- 2002 — «Первые записи» группы «Гарин и гиперболоиды». Концертный альбом, записанный в 1982—1983. Алексей выступил автором 1 песни и соавтором ещё одной, также исполнил вокальные партии.

### В составе группы «Оазис Ю»
- 1991 — «Воспитание детей красотой подводной жизни»
- 1994 — «Спорт обречён»

### В составе дуэта «No More Fucking Jass»
- 1998 — «Асфальт»

### В составе «Гарин и Гиперболоиды» Алексея Рыбина
- 2021 — «Экстрада», в альбом вошло 5 кавер-версий группы «Кино»

### Как продюсер
- 1998 — «Парк МАЙКского периода» — Рыбин также записал 1 трек.